# Temeke (Masasi)
Temeke ist ein Verwaltungsbezirk (englisch Ward) des Distrikts Masasi (TC) in der tansanischen Region Mtwara.

## Geografie
Temeke liegt im Südosten von Tansania im Nordwesten der Distrikthauptstadt Masasi. Der Bezirk grenzt im Norden an Lukuledi und Chikunja, im Osten an Mtandi, Jida und Migongo, im Südosten an Mkomaindo, im Süden an Mwenge Mtapika, im Westen an Mlingula und im Nordwesten an Chiwale. Bei der Volkszählung 2022 lebten 13.762 Menschen in 4338 Haushalten auf einer Fläche von 90 Quadratkilometern.

## Gliederung
Der Bezirk besteht aus vier Gemeinden (Mtaa) mit 21 Orten (Kitongoji):
| Temeke - Mtwara - Jida - Msikitini - Temeke Chini - Elimu | Mkarango - Dodoma - Sauti Moja - Kilimani - Amkeni - Tandika | Nambose Juu - Kilimani Hewa - Chingale - Lizabuni - Azimio | Mtakuja - Majengo - Kisuku - Umoja - Nyerere - Kaunda - Mapinduzi - Lawalawa |

## Bildung
Im Jahr 2024 wurde der Bau eine weiterführenden Schule ausgeschrieben.